# 永井敏雄
永井 敏雄（ながい としお、1949年7月13日 - ）は、日本の弁護士、元裁判官。東京都出身。東京大学卒業。東京高等裁判所部総括判事（第6刑事部）、最高裁判所首席調査官、広島高等裁判所長官、大阪高等裁判所長官を歴任した。薬害エイズ事件などの刑事裁判を担当した。なお、最高裁判所首席調査官に刑事裁判担当の判事が任命されたのは、37年ぶりである。

## 経歴
- 1972年　司法修習生（浦和、26期)
- 1974年4月12日　東京地方裁判所判事補任官
- 1976年8月1日　法務省刑事局付
- 1981年4月4日　東京地方裁判所判事補
- 1983年4月1日　札幌地方裁判所・札幌家庭裁判所判事補
- 1984年4月12日　札幌地方裁判所・札幌家庭裁判所判事
- 1986年4月1日　最高裁判所調査官
- 1990年4月1日　東京地方裁判所判事
- 1990年8月1日　内閣法制局参事官
- 1995年7月3日　東京高等裁判所判事
- 1997年4月1日　東京地方裁判所判事部総括
- 2001年9月16日　最高裁判所上席調査官
- 2004年2月28日　東京地方裁判所判事部総括（刑事第14部、いわゆる令状部）
- 2006年12月11日　甲府地方裁判所長・甲府家庭裁判所長
- 2007年12月17日　東京高等裁判所部総括判事（第6刑事部）
- 2008年11月25日　最高裁判所首席調査官
- 2012年3月27日　広島高等裁判所長官
- 2013年3月5日　大阪高等裁判所長官
- 2014年7月13日　定年退官
- 2014年9月　弁護士登録（第一東京弁護士会）、卓照綜合法律事務所入所[2]
- 2019年11月　瑞宝重光章受章[3]

## 主な担当事件
- 2000年3月29日、オウム真理教事件の青山吉伸に懲役12年の判決を言い渡した。
- 2000年7月25日、オウム真理教事件の端本悟に死刑判決を言い渡した。
- 2001年3月28日、薬害エイズ事件で業務上過失致死罪に問われた帝京大学医学部附属病院医師の安部英に無罪を言い渡した。
- 2001年5月30日、オウム真理教事件の中村昇に無期懲役判決を言い渡した。